# Saratoga (Karolina Północna)
Saratoga – miasto w Stanach Zjednoczonych, w stanie Karolina Północna, w hrabstwie Wilson.